# Quad City Flames
Quad City Flames byl profesionální americký klub ledního hokeje, který sídlil v Moline ve státě Illinois. V letech 2007–2009 působil v profesionální soutěži American Hockey League. Flames ve své poslední sezóně v AHL skončily v základní části. Své domácí zápasy odehrával v hale TaxSlayer Center s kapacitou 9 200 diváků. Klubové barvy byly červená, černá, zlatá a bílá.
Založen byl v roce 2007 po přestěhování Omahy Ak-Sar-Ben Knights do Moline. Zanikl v roce 2009 přestěhováním do Abbotsfordu, kde byl založen tým Abbotsford Heat. Klub byl během své existence farmou Calgary Flames.

## Umístění v jednotlivých sezonách
Stručný přehled
Zdroj: 
- 2007–2009: American Hockey League (Západní divize)

Jednotlivé ročníky
Zdroj: 
Legenda: Z - zápasy, V - výhry, VP - výhry v prodloužení, R - remízy, P - porážky, PP - porážky v prodloužení, VG - vstřelené góly, OG - obdržené góly, +/- - rozdíl skóre, B - body, fialové podbarvení - reorganizace, změna skupiny či soutěže
| USA / Kanada (2007 – 2009) |                      |        |    |    |    |   |    |    |     |     |     |    |        |          |
| Sezóny                     | Liga                 | Úroveň | Z  | V  | VP | R | PP | P  | VG  | OG  | +/- | B  | Pozice | Play-off |
| 2007/08                    | AHL (Západní divize) | 2      | 80 | 38 | –  | – | 10 | 32 | 203 | 214 | -11 | 86 | 6.     | –        |
| 2008/09                    | AHL (Západní divize) | 2      | 80 | 36 | –  | – | 13 | 31 | 212 | 216 | -2  | 85 | 5.     | –        |